# هورسفلدية متعددة الكريات
هورسفلدية متعددة الكريات (الاسم العلمي:Horsfieldia polyspherula) هي نوع هجين من النباتات تتبع جنس الهورسفلدية من الفصيلة البسباسية.